# Sphecapatoclea armenica
Sphecapatoclea armenica är en tvåvingeart som beskrevs av Boris Borisovitsch Rohdendorf 1975. Sphecapatoclea armenica ingår i släktet Sphecapatoclea och familjen köttflugor.
Artens utbredningsområde är Armenien. Inga underarter finns listade i Catalogue of Life.